# Каменка (Озёрский сельсовет)
Ка́менка — село Озёрского сельсовета Тербунского района Липецкой области.

## География
Расположена на реке Кобыльей Снове. Через село проходит шоссе Тербуны — Хлевное.

## История
Известна по документам с 1797 года. Название — по выходам на поверхность в данной местности камня, в прошлом используемым для строительства.

## Население
| 1859 | 1897  | 2009 | 2010 |
| ---- | ----- | ---- | ---- |
| 1377 | ↗1662 | ↘120 | ↘115 |

## Достопримечательности
На западной окраине села расположена разрушающаяся церковь.